# Irene (tragedia)
Irene è una tragedia Neoclassica scritta tra il 1726 e il 1749 da Samuel Johnson. Quest'opera ha la caratteristica di essere stata considerata da Johnson come il suo più grande insuccesso. Dopo la morte dell'autore, da parte della critica ci è stato un unanime consenso sul fatto che Johnson abbia avuto ragione a pensarla in quel modo.
Irene è stata l'unica opera teatrale di Johnson e fu portata in scena per la prima volta il 6 febbraio 1749 dal suo amico ed ex allievo, David Garrick. L'opera fu un successo da botteghino e fece guadagnare a Johnson più di quant'altro aveva scritto fino a quel momento. Non venne mai più rappresentata durante la vita di Johnson e non ci sono testimonianze di qualsiasi altra rappresentazione in qualsiasi altro luogo di Irene, rendendo quest'opera teatrale una delle meno riuscite opere scritte da un autore di fama.

## Contesto
Johnson iniziò a scrivere Irene intorno al 1726 quando iniziò a collaborare col padre nella sua libreria. Durante questo periodo fece amicizia con un assiduo cliente del negozio, Gilbert Walmesley, Cancelliere presso il Tribunale Ecclesiastico di Lichfield. Johnson avrebbe discusso con Walmesley della tragedia Irene e gli avrebbe letto alcuni passi delle prime stesure. Ad un certo punto, Walmesley disse a Johnson che "lui stava facendo soffrire Irene tanto nella prima parte che alla protagonista sarebbe rimasto ben poco da penare nella seconda parte della tragedia". Johnson scherzando rispose, "so ben io come fare... Io ho intenzione di portare la mia eroina nel tribunale ecclesiastico di Lichfield che è stracolmo di umane calamità".
Johnson scrisse una considerevole parte di Irene nel 1737 mentre insegnava presso la Edial Hall School, la scuola privata da lui fondata nel 1735. Johnson passava le serate a lavorare sulla sua opera, trascurando sua moglie Elizabeth (nota anche come Tetty). Questa situazione spinse David Garrick, un suo studente, ad impostare una scenetta che derideva gli episodi riguardanti il signore e la signora Johnson, anche se gli episodi reali erano molto più che probabili delle scenette da lui create. Comunque, bisogna dire che se l'opera fu scritta lo si deve proprio alla signora Johnson; a lei piaceva molto e sperava che fosse un successo. La sua indiscussa convinzione della bontà dell'opera spinse Johnson a completarla e a cercare di farla portare in scena.
Quando fallì l'esperienza di Edial Hall, Johnson si recò a Londra e portò con sé il manoscritto non finito. Nel 1737, Johnson cercò di sottoporre la tragedia Irene al giudizio di Charles Fleetwood, il gestore e direttore del teatro Drury Lane, ma Fleetwood la respinse dicendo che non vi era un mecenate disponibile e che comunque il suo teatro organizzava altri tipi di rappresentazioni. Nel 1741, Johnson cercò di far stampare la sua opera, ma anche questo tentativo non riuscì. Sembra che egli abbia continuato a rivedere la tragedia negli anni successivi, in quanto un quaderno manoscritto testimonia di appunti scritti non prima del giugno 1946.
Bisognò aspettare fino a quando Garrick assunse la direzione del Drury Lane Theatre perché la tragedia venisse rappresentata. Da questo momento in poi Johnson si impegnò in un duro lavoro per compilare il Dizionario, ma trovò sempre del tempo da dedicare alla sua "sfortunata" Irene.

## Trama della tragedia
La fonte principale cui attinse Johnson per la trama di Irene fu Generall Historie of the Turkes (1603 di Richard Knolles, anche se utilizzò in qualche modo la Relation of a Journey...containing a Description of the Turkish Empire (1615) di George Sandys, la Bibliothèque Orientale (1697) di Herbelot e Life of Mahomet (1697) di Humphrey Prideaux.
Nell'opera di Knolles si narra che il Sultano Maometto conquista Costantinopoli nel 1453 e cattura una greca cristiana di nome Irene. Egli decide di tenerla come sua amante e mentre si dedica a lei appassionatamente, trascura i suoi doveri di monarca. Presto, il regno va a pezzi per l'incuria e i sudditi cominciano a ribellarsi, di conseguenza Maometto è costretto ad uccidere Irene per dimostrare la sua dedizione al popolo. Johnson modifica la storia per sottolineare il tema della tentazione di Irene. Maometto propone ad Irene un patto: se lei diventa musulmana, egli le salverà la vita e le concederà potere a corte. Dopo che Irene ha accettato l'offerta del Sultano e rinnegata la sua fede religiosa, Irene litiga von la sua virtuosa amica Aspasia.
Come conseguenza della sua decisione di diventare la regina di Maometto, Irene viene a trovarsi coinvolta in una complessa lotta per il potere tra i suoi consiglieri: il primo Visir Cali Bassa, l'Agha Mustafa e il funzionario Abdalla, che soffre di amore non corrisposto per Aspasia. Maometto si convince che Bassa, con la complicità di Irene, stia tramando contro di lui. Due dei capitani di Abdalla uccidono Irene, ma in punto di morte lei rivela che il vero complice di Bassa era il soldato greco Demetrio, innamorato di Aspasia, che è fuggito con la sua amata. Nell'apprendere che Irene non aveva cospirato contro di lui, Maometto rimane sconvolto:
La tragedia è scritta in Verso sciolto ma, come Walter Jackson Bate afferma, "si legge come fosse in distici eroici privati della rima; distici in cui il poeta cerca con grande apprensione di mantenere una stretta regolarità metrica al punto che altre considerazioni — anche di stile e di solo ritmo — vengono sacrificate."

### Cronistoria della messa in scena
L'approvazione espressa da David Garrick per portare in scena Irene spinse Johnson a completare la riscrittura della tragedia. Garrick cambiò il titolo dell'opera in Maometto e Irene e chiese delle modifiche al fine di rendere la tragedia più consona al suo personale stile di recitazione. Johnson in un primo momento non fu d'accordo sulle modifiche e accusò Garrick dicendo "vuole che io faccia diventar matto il sultano Maometto, in modo che sul palcoscenico possa sfruttare l'occasione per agitare le mani e battere i piedi". L'amico di Johnson, John Taylor, risolse la disputa e Johnson in definitiva accettò i suggerimenti di Garrick che ottenne anche la revisione della scena della morte di Irene in modo che venisse strangolata in piena scena invece che dietro le quinte come originariamente Johnson aveva scritto.
La prima di Maometto e Irene fu il 6 febbraio 1749. Elizabeth Johnson, a causa di una indisposizione, non fu in grado di assistere alla rappresentazione. Johnson arrivò in teatro in un abbigliamento da lui considerato come "l'abito caratteristico" per un drammaturgo; indossava "un panciotto scarlatto con pizzi d'oro ed un copricapo con cuciture in oro". Il Prologo "blandì l'uditorio e la rappresentazione proseguì discretamente fino alla sua conclusione". La conclusione della tragedia era appunto lo strangolamento di Irene in piena scena, che turbò il pubblico e provocò grida di "Omicidio!". L'attrice interprete del personaggio "Irene" lasciò in tutta fretta il palcoscenico; nelle successive repliche Garrick riprese il finale originale previsto da Johnson.
La tragedia venne rappresentata per nove sere, un risultato del tutto rispettabile per la Londra del XVIII secolo. Johnson incassò £195 e 17 scellini. Robert Dodsley pubblicò il testo della tragedia il 16 febbraio 1749 e Johnson ne ricavò ulteriori £100. Per ironia della sorte, in considerazione della sua successiva eclissi, la tragedia Irene fu il lavoro più redditizio che Johnson fino a quel momento aveva scritto, durante questo periodo della sua carriera, solo il Dizionario gli fece guadagnare di più.

### Personaggi ed interpreti
Hannah Pritchard recitò nel ruolo di Irene e Garrick interpretò il ruolo di Demetrio. Altri importanti attori nel cast originale furono Susannah Maria Arne (usando il cognome da sposata "Mrs. Cibber") nel ruolo di Aspasia e Spranger Barry nei panni di Maometto.
Il cast completo della prima rappresentazione:
- Maometto, Imperatore dei Turchi — Mr. Barry
- Cali Bassa, Primo Visir — Mr. Berry
- Mustapha, Aga turco — Mr. Sowden
- Abdalla, funzionario — Mr. Harvard
- Hasan, Capitano turco — Mr. Usher
- Caraza, Capitano turco — Mr. Burton
- Demetrius, Nobile greco — Mr. Garrick
- Leontius, Nobile greco — Mr. Blakes
- Murza, Eunuco — non citato
- Aspasia, Gentildonna greca — Mrs. Cibber
- Irene, Gentildonna greca — Mrs. Pritchard
- Inservienti di Irene — non citati

## Valutazioni
Irene non è mai stata la più ammirata delle opere di Johnson. Anche James Boswell la trovò carente:
Un amico di Johnson, Bennet Langton prese nota del susseguente disincanto dell'autore per quest'opera:
Agli inizi del XX secolo, l'opinione su quest'opera venne riassunta da George Sampson nel 1941: "Di questa sua prima tragedia Irene [...] è sufficiente dire che i suoi dialoghi morali, la correttezza dell'impianto e la scorrevolezza dei versi non bastano a classificarla in alcun modo un dramma." T. S. Eliot propose una spiegazione per l'impopolarità e l'abbandono subito da quest'opera teatrale:
Frank Raymond Leavis ha sostenuto che le critiche rivolte da Boswell a quest'opera - "che [Johnson] non ha il senso del teatro, e peggio ancora, non riesce a presentare o concepire i suoi temi dal punto di vista drammatico" - erano "ovvie" e che Irene fu un fallimento perché la migliore opera in versi (come La vanità degli umani desideri) era "una poesia fatta di affermazioni, spiegazioni e riflessioni: nulla potrebbe essere più lontano dall'uso shakespeariano del linguaggio [...] come lo è quello johnsoniano." Come Eliot, Leavis ha suggerito che l'opera sarebbe stata migliore se Johnson non fosse ricorso ai versi sciolti:
Walter Jackson Bate, biografo di Johnson, ha cercato di difendere Irene, sostenendo che la ragione per cui non è tenuta in considerazione consiste nel fatto che il lettore non si rende conto di essere di fronte ad "un'opera di uno dei maestri della prosa inglese (che è anche padrone di un certo tipo di stile poetico) e al frutto di uno dei maggiori critici della letteratura internazionale". Bate afferma che se i lettori contemporanei potessero leggere l'opera senza conoscerne l'autore, "essa non sarebbe giudicata così male"; ma dato che non possiamo dimenticare i successi di Johnson in altri generi letterari, la lettura di Irene diventa un'esperienza particolarmente deprimente: "dopo un po' ci prende la delusione ad eccezione dei passi nello stile più risoluto di Johnson, ma talvolta anche allora."